# Balón de Oro 1998
La edición de 1998 del Balón de Oro, 43.ª edición del premio de fútbol creado por la revista francesa France Football, fue ganada por el francés Zinedine Zidane (Juventus).
El jurado estuvo compuesto por 51 periodistas especializados, de cada una de las asociaciones miembros de la UEFA: Albania, Alemania, Andorra, Armenia, Azerbaiyán, Austria, Bélgica, Bielorrusia, Bosnia-Herzegovina, Bulgaria, Chipre, Croacia, Dinamarca, Escocia, Eslovaquia, Eslovenia, España, Estonia, Finlandia, Francia, Gales, Georgia, Grecia, Hungría, Inglaterra, Irlanda, Irlanda del Norte, Islandia, Islas Feroe, Israel, Italia, Letonia, Liechtenstein, Lituania, Luxemburgo, Macedonia, Malta, Moldavia, Noruega, Países Bajos, Polonia, Portugal, República Checa, Rumanía, Rusia, San Marino, Suecia, Suiza, Turquía, Ucrania y Yugoslavia.
El resultado de la votación fue publicado en el número 2750 de France Football, el 22 de diciembre de 1998.

## Sistema de votación
Cada uno de los miembros del jurado elige a los que a su juicio son los cinco mejores futbolistas del mundo que jueguen en una liga europea de una lista previa de 50 jugadores. El jugador elegido en primer lugar recibe cinco puntos, el elegido en segundo lugar cuatro puntos y así sucesivamente.
De esta forma, se repartieron 765 puntos, siendo 255 el máximo número de puntos que podía obtener cada jugador (en caso de que los 51 miembros del jurado le asignaran cinco puntos).

## Clasificación final
| Puesto | Jugador              | Equipo                    | Votos | Votos | Votos | Votos | Votos | Votos | Puntos |
| Puesto | Jugador              | Equipo                    | 1º    | 2º    | 3º    | 4º    | 5º    | Total | Puntos |
| ------ | -------------------- | ------------------------- | ----- | ----- | ----- | ----- | ----- | ----- | ------ |
| 1º     | Zinedine Zidane      | Juventus                  | 45    | 4     | 1     |       |       | 50    | 244    |
| 2º     | Davor Šuker          | Real Madrid               | 1     | 5     | 7     | 9     | 4     | 26    | 68     |
| 3º     | Ronaldo              | Inter de Milán            |       | 8     | 6     | 5     | 6     | 25    | 66     |
| 4º     | Michael Owen         | Liverpool                 |       | 3     | 7     | 6     | 6     | 22    | 51     |
| 5º     | Rivaldo              | Barcelona                 | 1     | 6     | 4     | 1     | 2     | 14    | 45     |
| 6º     | Gabriel Batistuta    | Fiorentina                | 1     | 2     | 6     | 4     | 4     | 17    | 43     |
| 7º     | Lilian Thuram        | Parma                     |       | 5     | 4     | 1     | 2     | 12    | 36     |
| 8º     | Edgar Davids         | Milan / Juventus          |       | 4     |       | 4     | 4     | 12    | 28     |
|        | Dennis Bergkamp      | Arsenal                   |       | 3     | 2     | 3     | 4     | 12    | 28     |
| 10º    | Marcel Desailly      | Milan / Chelsea           |       | 2     | 2     | 2     | 1     | 7     | 19     |
| 11º    | Frank de Boer        | Ajax                      |       | 1     | 2     | 3     | 1     | 7     | 17     |
| 12º    | Emmanuel Petit       | Arsenal                   |       | 1     | 3     | 1     | 1     | 6     | 16     |
| 13º    | Roberto Carlos       | Real Madrid               |       | 2     |       | 2     | 1     | 5     | 13     |
| 14º    | Laurent Blanc        | Olympique Marsella        |       | 1     | 1     | 2     |       | 4     | 11     |
|        | Fabien Barthez       | Monaco                    |       | 1     |       | 1     | 5     | 7     | 11     |
| 16º    | Alessandro Del Piero | Juventus                  | 1     |       | 1     | 1     |       | 3     | 10     |
|        | Predrag Mijatović    | Real Madrid               |       |       | 2     | 2     |       | 4     | 10     |
| 18º    | Didier Deschamps     | Juventus                  | 1     |       |       | 2     |       | 3     | 9      |
|        | Oliver Bierhoff      | Udinese / Milan           |       | 2     |       |       | 1     | 3     | 9      |
| 20º    | Michael Laudrup      | Ajax                      | 1     |       |       |       | 1     | 2     | 6      |
| 21º    | Ronald de Boer       | Ajax                      |       | 1     |       |       |       | 1     | 4      |
|        | Raúl                 | Real Madrid               |       |       | 1     |       | 1     | 2     | 4      |
| 23.º   | Brian Laudrup        | Glasgow Rangers / Chelsea |       |       | 1     |       |       | 1     | 3      |
|        | Clarence Seedorf     | Real Madrid               |       |       | 1     |       |       | 1     | 3      |
|        | Marc Overmars        | Arsenal                   |       |       |       | 1     | 1     | 2     | 3      |
| 26º    | Christian Vieri      | Atlético Madrid / Lazio   |       |       |       | 1     |       | 1     | 2      |
|        | Fernando Hierro      | Real Madrid               |       |       |       |       | 2     | 2     | 2      |
| 28º    | David Beckham        | Manchester United         |       |       |       |       | 1     | 1     | 1      |
|        | Luis Enrique         | Barcelona                 |       |       |       |       | 1     | 1     | 1      |
|        | Bixente Lizarazu     | Bayern Munich             |       |       |       |       | 1     | 1     | 1      |
|        | Nikos Machlas        | Vitesse                   |       |       |       |       | 1     | 1     | 1      |

Los diecinueve jugadores que no recibieron ningún punto fueron los siguientes:
| Jugador              | Equipo                       |
| -------------------- | ---------------------------- |
| Tony Adams           | Arsenal                      |
| Roberto Baggio       | Bolonia / Inter de Milán     |
| Zvonimir Boban       | Milan                        |
| Fabio Cannavaro      | Parma                        |
| Denilson             | São Paulo / Betis            |
| Tore André Flo       | Chelsea                      |
| Adrian Ilie          | Galatasaray / Valencia       |
| Filippo Inzaghi      | Juventus                     |
| Robert Jarni         | Betis / Real Madrid          |
| Hidetoshi Nakata     | Bellmare Hiratsuka / Perugia |
| Pavel Nedvěd         | Lazio                        |
| Sunday Oliseh        | Ajax                         |
| Ariel Ortega         | Valencia / Sampdoria         |
| Gianluca Pagliuca    | Inter de Milán               |
| Marcelo Salas        | River Plate / Lazio          |
| David Seaman         | Arsenal                      |
| Andriy Shevchenko    | Dinamo Kiev                  |
| Juan Sebastián Verón | Sampdoria / Parma            |
| Iván Zamorano        | Inter de Milán               |

## Curiosidades
- Última aparición de Michael Laudrup en la clasificación final del Balón de Oro.